# Janusz Malinowski
Janusz Czesław Malinowski (ur. 10 listopada 1950 w Warszawie, zm. 13 grudnia 2023) – polski dziennikarz i polityk, poseł na Sejm II kadencji.

## Życiorys
Był absolwentem lubelskiego II Liceum Ogólnokształcącego w Lublinie. Ukończył studia na Wydziale Elektrycznym Wyższej Szkoły Inżynierskiej w Lublinie w 1972 oraz w Centrum Kształcenia Służby Zagranicznej Akademii Nauk Społecznych w Warszawie w 1989.
W 1972 rozpoczął pracę jako dziennikarz, był reporterem i komentatorem międzynarodowym w lubelskim „Sztandarze Ludu”. W 1980 założył „Tygodnik Chełmski”, do 1983 był jego redaktorem naczelnym, następnie objął stanowisko sekretarza redakcji „SL”. Później pracował jako dyrektor w „Dzienniku Lubelskim” (1990–1993), następnie do 2000 jako wydawca „Dziennika Wschodniego” i prezes zarządu wydawnictwa „Edytor Press”. Przez kolejne dwa lata zajmował się działalnością publicystyczną. Był także autorem tomu opowiadań.
W okresie 1990–1994 był radnym Lublina. W 1993 uzyskał mandat posła na Sejm II kadencji. Został wybrany w okręgu lubelskim z ramienia koalicyjnego Sojuszu Lewicy Demokratycznej, będąc bezpartyjnym kandydatem na liście tego komitetu. Startując z ostatniego miejsca, uzyskał drugi wynik wyborczy (2838 głosów). Do końca kadencji należał do klubu parlamentarnego SLD, pracował w Komisji Stosunków Gospodarczych z Zagranicą, Komisji Mniejszości Narodowych i Etnicznych oraz Komisji Spraw Zagranicznych. Był także członkiem Podkomisji ds. polityki zachodniej. W 1997 nie ubiegał się o reelekcję i wycofał z działalności politycznej. Później był sekretarzem Stowarzyszenia Parlamentarzystów Polskich.
Został pochowany na cmentarzu komunalnym w Lublinie.